# Rıdvan Baygut
 (novembre 2023).
Si vous disposez d'ouvrages ou d'articles de référence ou si vous connaissez des sites web de qualité traitant du thème abordé ici, merci de compléter l'article en donnant les références utiles à sa vérifiabilité et en les liant à la section « Notes et références ».
Rıdvan Baygut, né le 3 mars 1985, est un taekwondoïste turc.

## Palmarès

### Championnats du monde
- Médaille de bronze des -74 kg du Championnat du monde 2011 à Gyeongju, (Corée du Sud)

### Championnats d'Europe
- Médaille d'argent des -74 kg du Championnat d'Europe 2012  à Manchester, (Royaume-Uni)
- Médaille d'or des -74 kg du Championnat d'Europe 2010  à Saint-Pétersbourg, (Russie)
- Médaille d'or des -74 kg du Championnat d'Europe 2008  à Rome, (Italie)